# Stará Jizera
Stará Jizera je přírodní památka v okrese Mladá Boleslav. Nachází se u obce Horky nad Jizerou. Ochrana území byla vyhlášena v roce 1987. Předmětem ochrany jsou slepá ramena řeky Jizery. Na slepá ramena jsou vázané podmáčené louky a mokřady, které slouží jako významné refugium řady chráněných druhů rostlin a živočichů.Jedná se o jeden z posledních podobných biotopů na Jizeře.

## Historie
V minulosti byly v těchto místech hojně rozšířené lužní lesy s četnými vlhkými loukami, na kterých se místy držela voda celoročně a jejich okraje porůstaly stromy typické pro měkké luhy, jako jsou například vrby a olše. Řeka se zde pravidelně vylévala ze svého koryta a vznikaly tu živinami bohaté náplavy, které byly odedávna využívány zemědělsky (především jako kosené louky nebo pastviny). Z počátku jen určité části, ale od druhé poloviny 16. století byly lesy káceny intenzivněji a původní les byl zcela zlikvidován. Poslední památkou rozsáhlých lesů jsou dnes mohutné solitérní duby na zbytcích luk a polních okrajích. Širší okolí bylo postupně rozoráno, přesto jsou místy dochovány luční porosty, hlavně v ochranném pásmu. Dlouhou dobu jsou využívány i samotné tůně jako rybářský revír (od 20. století).

## Přírodní poměry
Řeka na lokalitě tvoří velký meandr, u kterého se nacházejí dvě mrtvá ramena. První, větší z nich, se nachází na vnitřní straně meandru, se nazývá Stará Jizera. Druhé menší rameno na vnější straně meandru se nazývá Měsíc. V jejich okolí je množství luk, které přecházejí od sušších až po velmi vlhké. Časté jsou tady staré solitérní duby, které tvoří mnohdy z dálky patrné krajinné dominanty. Luční biotopy tvoří velice důležité ochranné pásmo vlastní přírodní památky, která je tvořená pouze mrtvými rameny. Místa přiléhající k řece jsou periodicky zcela zaplavována. 

### Geologie
Geologické podloží tvoří vápnité pískovce a slínovce svrchní křídy (svrchní turon) a můžeme jej tedy zařadit k tzv. České křídové tabuli, která zahrnuje velkou část severovýchodních Čech. Tyto horniny jsou zde překryty nivními půdami a říčními náplavy, které postupně přecházejí až do hnědozemí. Největším geologickým činitelem je zde řeka samotná, dochází k zahlubování jejího koryta stran, a tím k jeho posouvání. Vodní tok tak rozrušuje a znovu buduje náplavy a náplavové terasy.

### Klimatologie

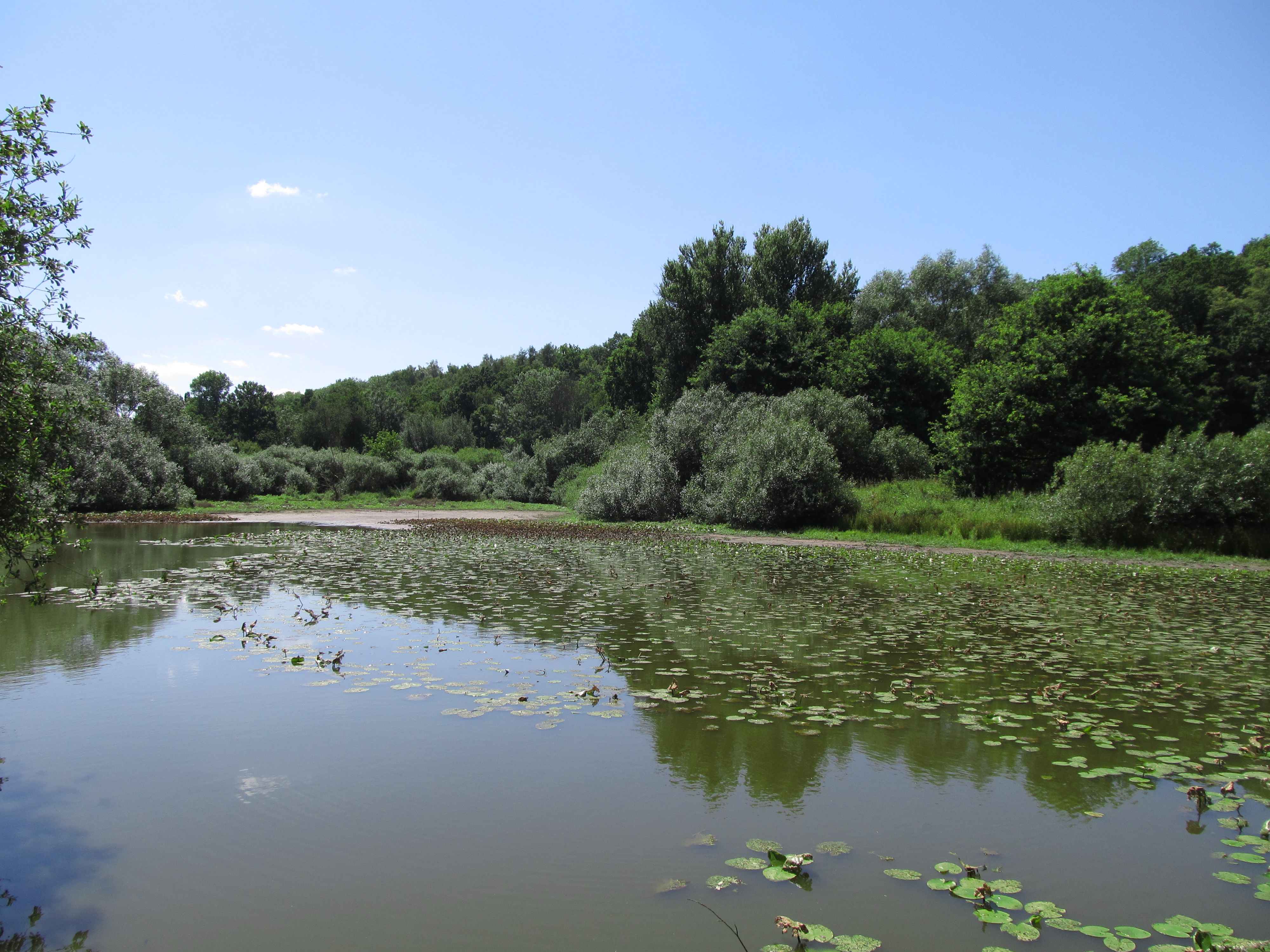
Stará Jizera

Území patří do oblasti tzv. Dolního Pojizeří, pro které jsou charakteristické vyšší teploty a nižší úhrny srážek. Průměrné roční teploty zde činí 8,4 °C a průměrný roční úhrn srážek 575 mm. Nadmořská výška se pohybuje mezi 192 a 193 metry, z čehož jasně vyplývá nízký sklon koryta a velmi rovinatý reliéf. 

### Hydrologie
Lokalita je napájená především vodou z řeky Jizery. Ta spadá do povodí Labe, jehož je pravým přítokem. Průměrný roční průtok Jizery v těchto místech dosahuje 18,6 m³/s. 

### Flora
Květenu lokality je možné rozdělit na tři typy vegetace: vegetace vodní hladiny, příbřežní vegetace a vegetace vlhkých luk:

#### Vegetace vodní hladiny

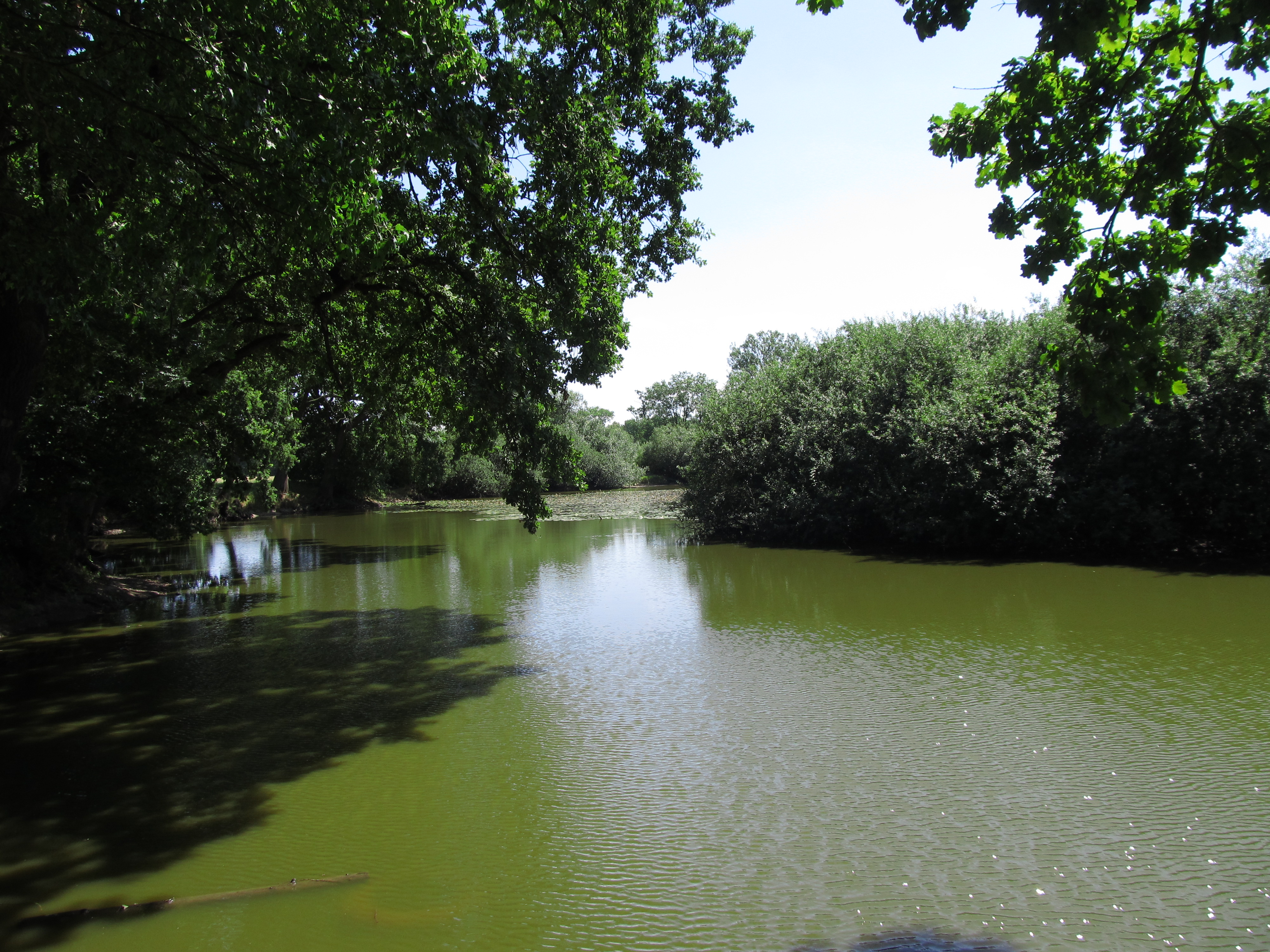
Stará Jizera

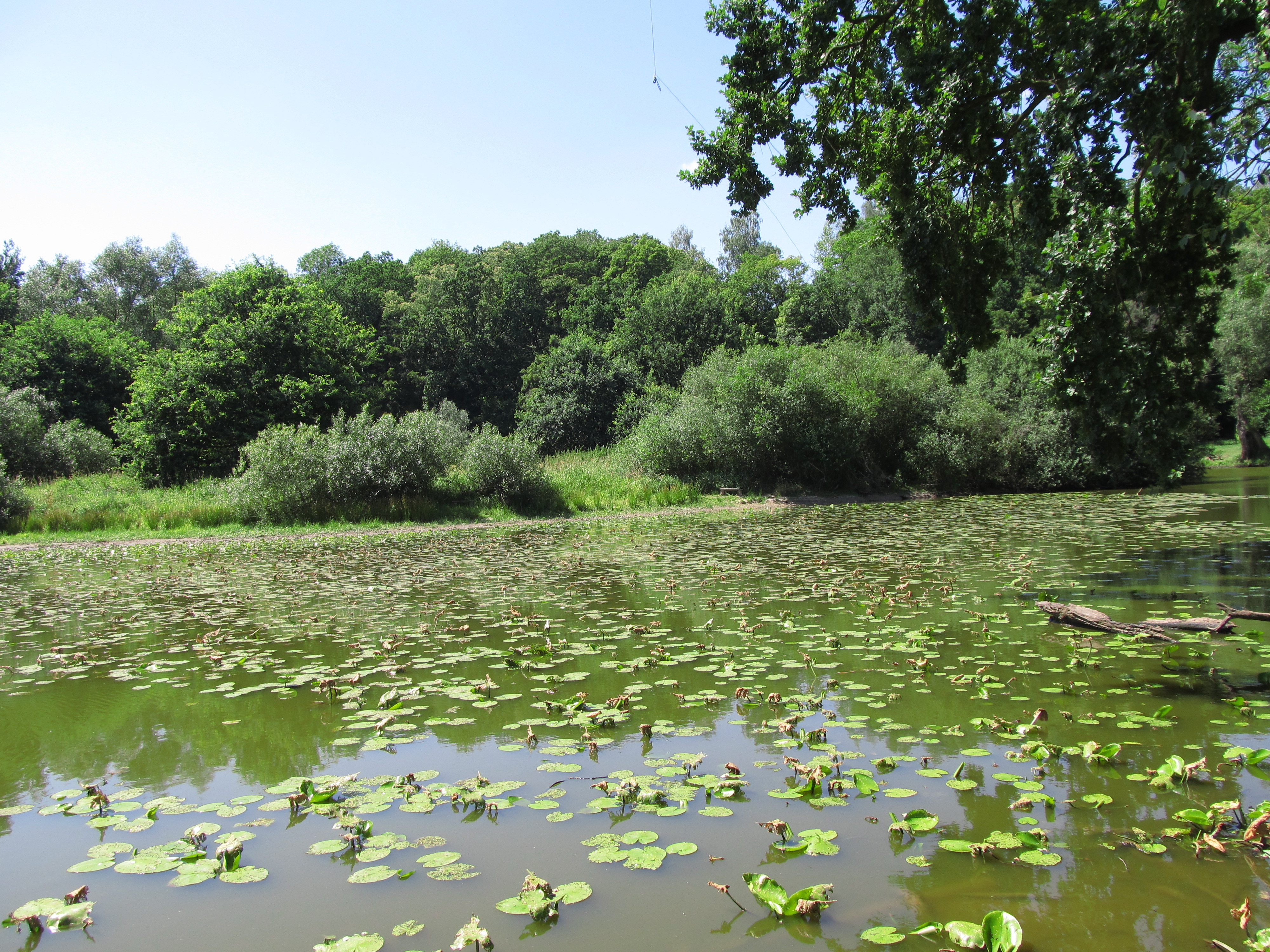
Stará Jizera, porost stulíků

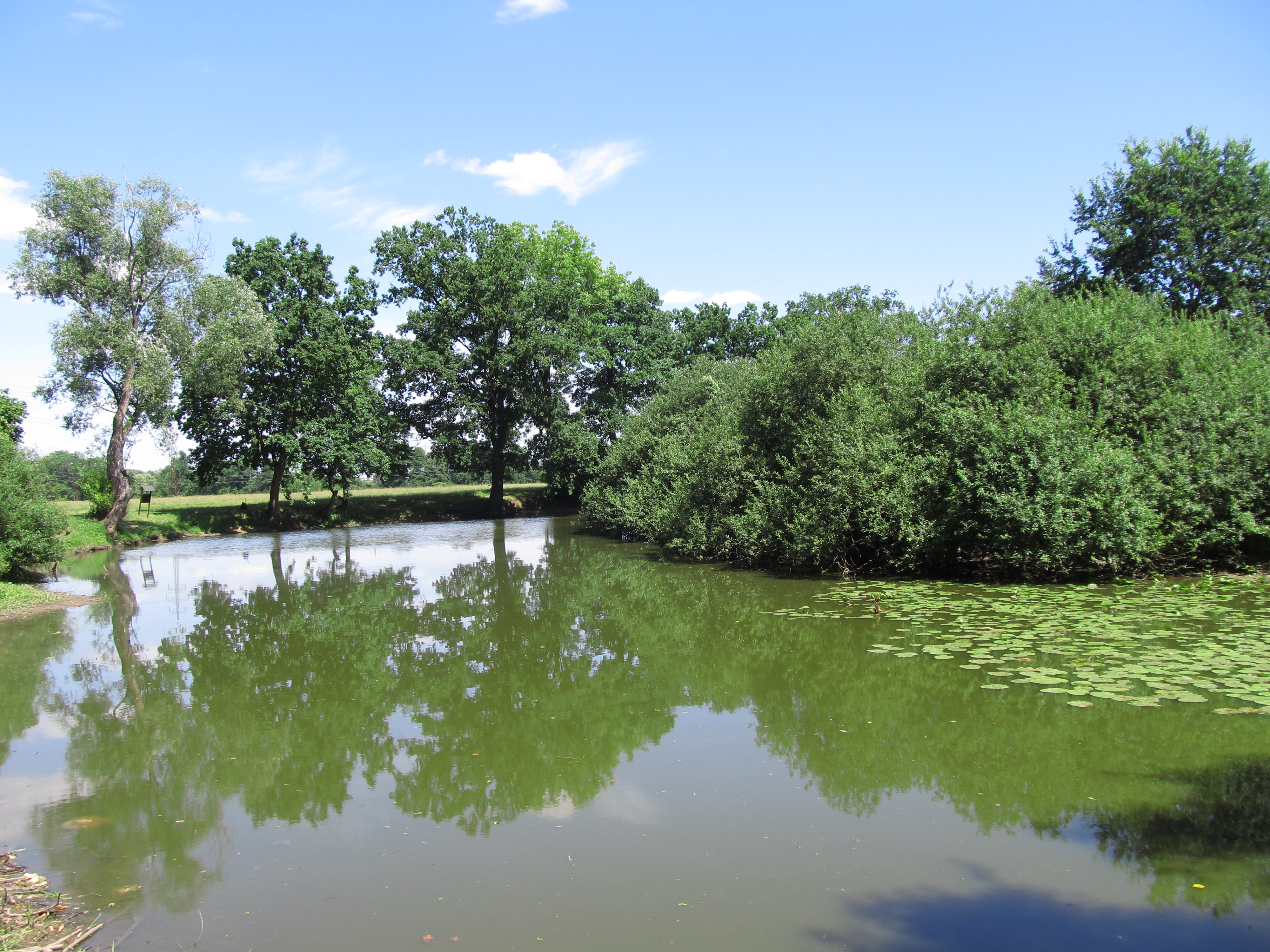
Stará Jizera

Z rostlin vodní hladiny je možné na lokalitě najít například růžkatec ponořený (Ceratophyllum demersum), voďanku žabí (Hydrocharis morsus-ranae), okřehek menší (Lemna minor), okřehek trojbrázdý (Lemna trisulca), lakušník okrouhlý (Batrachium circinatum), stulík žlutý (Nuphar lutea), rdest vzplývavý (Potamogeton natans) nebo rdesno obojživelné (Persicaria amphibia). Rovněž je možné na lokalitě nalézt leknín bělostný (Nymphaea candida), který sem byl pravděpodobně vysazen.

#### Příbřežní vegetace
K nejvzácnějším rostlinám na březích tůní patří, šmel okoličnatý (Butomus umbellatus) a žebratka bahenní (Hottonia palustris). Z dalších typických příbřežních rostlin je možné zmínit kosatec žlutý (Iris pseudacorus), halucha vodní (Oenanthe aquatica), žabník jitrocelový (Alisma plantago-aquatica), orobinec úzkolistý (Typha angustifolia), zblochan vodní (Glyceria maxima), rákos obecný (Phragmites australis) nebo chrastici rákosovitou (Phalaris arundinacea).

#### Vegetace vlhkých luk
Vlhké louky tvoří hlavně ochranné pásmo chráněného území a vyskytují se na nich mnohé vzácné druhy rostlin. Část těchto luk je sečená. K nejvzácnějším rostlinám vlhkých luk zde patří kostival český (Symphytum bohemicum) nebo žluťucha lesklá (Thalictrum lucidum). Jinak zde hojně roste kohoutek luční (Lychnis flos-cuculi), blatouch bahenní (Caltha palustris), tužebník jilmový (Filipendula ulmaria), pomněnka bahenní (Myosotis palustris), přeslička bahenní (Equisetum palustre) nebo mnoho druhů ostřic (Carex). Vegetace vlhkých luk je doplněna solitérními stromy, nejčastěji dubem letním (Quercus robur) nebo jilmem vazem (Ulmus laevis).

### Fauna
Ze zoologického hlediska jsou nejcennějšími biotopy území mokřady, které nabízejí důležité refugium vzácným druhům obojživelníků. Je možné jmenovat například kriticky ohroženého skokana skřehotavého (Rana ridibunda) nebo ropuchu zelenou (Bufo viridis). Mimo tyto druhy se zde vyskytuje i ropucha obecná (Bufo bufo), skokan zelený (Rana esculenta) nebo čolek obecný (Triturus vulgaris). Z plazů je významný výskyt užovky obojkové (Natrix natrix) a ještěrky obecné (Lacerta agilis).
Kromě obojživelníků se jedná o významné hnízdiště a tahovou zastávku ptactva. Podle průzkumu z roku 2000 tady bylo zjištěno 25 druhů pěvců a 7 druhů nepěvců: pěnkava obecná (Fringilla coelebs), moudivláček lužní (Remiz pendulinuz), pěnice černohlavá (Sylvia atricapilla), slavík tmavý (Luscinia luscinia), žluva hajní (Oriolus oriolus), volavka popelavá (Ardea cinerea), ledňáček říční (Alcedo atthis) nebo lyska černá (Fulica atra).
Lokalita je významná i výskytem některých vzácných střevlíčků (Elaphrus) nebo pavouků.

## Ohrožení a péče o lokalitu
Lokalita je ohrožená postupným zazemňováním tůní. Například tůň Měsíc je již téměř zcela bez vody a bylo by tedy vhodné uvažovat o její revitalizaci. Dalším ohrožujícím faktorem by mohl být nadměrný rybolov. Plán péče o lokalitu stanovuje maximální počty vysazených ryb. Ryby by rovněž neměly být přikrmovány a tůně hnojeny. Ohrožení může přinášet i nadměrný pohyb turistů po blízké turistické trase.
V rámci ochrany území je část luk sečená. Potenciálním nebezpečím je skutečnost, že okolí chráněného území je obhospodařováno zemědělsky. Hlavním cílem ochrany této lokality v budoucnosti je zachování typických mokřadních stanovišť a na ně vázaných druhů rostlin a živočichů.